# Markgrafenteich
Der Markgrafenteich (auch Oberer Markgrafenteich genannt) ist ein künstlich angelegter Stausee östlich der Stadt Selb im Landkreis Wunsiedel im Fichtelgebirge, nahe der Staatsgrenze zu Tschechien. Er ist Teil einer ausgedehnten Teichkette, bestehend aus Oberem und Unterem Markgrafenteich, Erlteich, Schützteich, Breitem Teich, Steinfurter Teich und Langem Teich. 
Der Markgrafenteich liegt in einem ausgedehnten Waldgebiet am Nordweg, einem Hauptwanderweg des Fichtelgebirgsvereins, der von Selb zum Ostweg an der tschechischen Staatsgrenze führt.

## Name
Der Teich ist nach den ehemaligen Besitzern, den Bayreuther Markgrafen, benannt.

## Wirtschaftliche Nutzung
Der Teich wird vom Fischereiverein Selb e. V. fischwirtschaftlich genutzt. 2012 erhielt das Staugewässer von der Teichgenossenschaft Oberfranken die Auszeichnung Kulturgut Teich.

## Karten
Fritsch Wanderkarte Nr. 106 Selb-Schönwald, Maßstab 1:35.000